# Château d'Absalon
Pour les articles homonymes, voir Absalon.
Le château d'Absalon (en danois : Absalons borg) est une ancienne fortification construite en 1167 située à l'emplacement de l'actuel Christiansborg, sur l'île de Slotsholmen à Copenhague, capitale du Danemark.
Construit par Absalon, évêque de Roskilde en 1167 pour protéger Copenhague.
À la mort d'Absalon, en 1201, le château passa aux mains du diocèse de Roskilde.
En 1245, un conflit entre l'évêque Jacob Erlandsen et Éric IV de Danemark, entraîne le passage des possessions du diocèse, dont le château à la ville de Copenhague.
En 1249, devant la puissance grandissante de Copenhague, la flotte de la Ligue hanséatique débarque sur la ville et la fortification qu'elle dépouille.
Il a été détruit une première fois en 1369 par la coalition des ennemis du roi Valdemar IV de Danemark, la Hanse, le roi Albert de Suède, le duc de Mecklembourg et le comte Henri II de Holstein qui la pillèrent, l'occupèrent et finirent par la détruire.

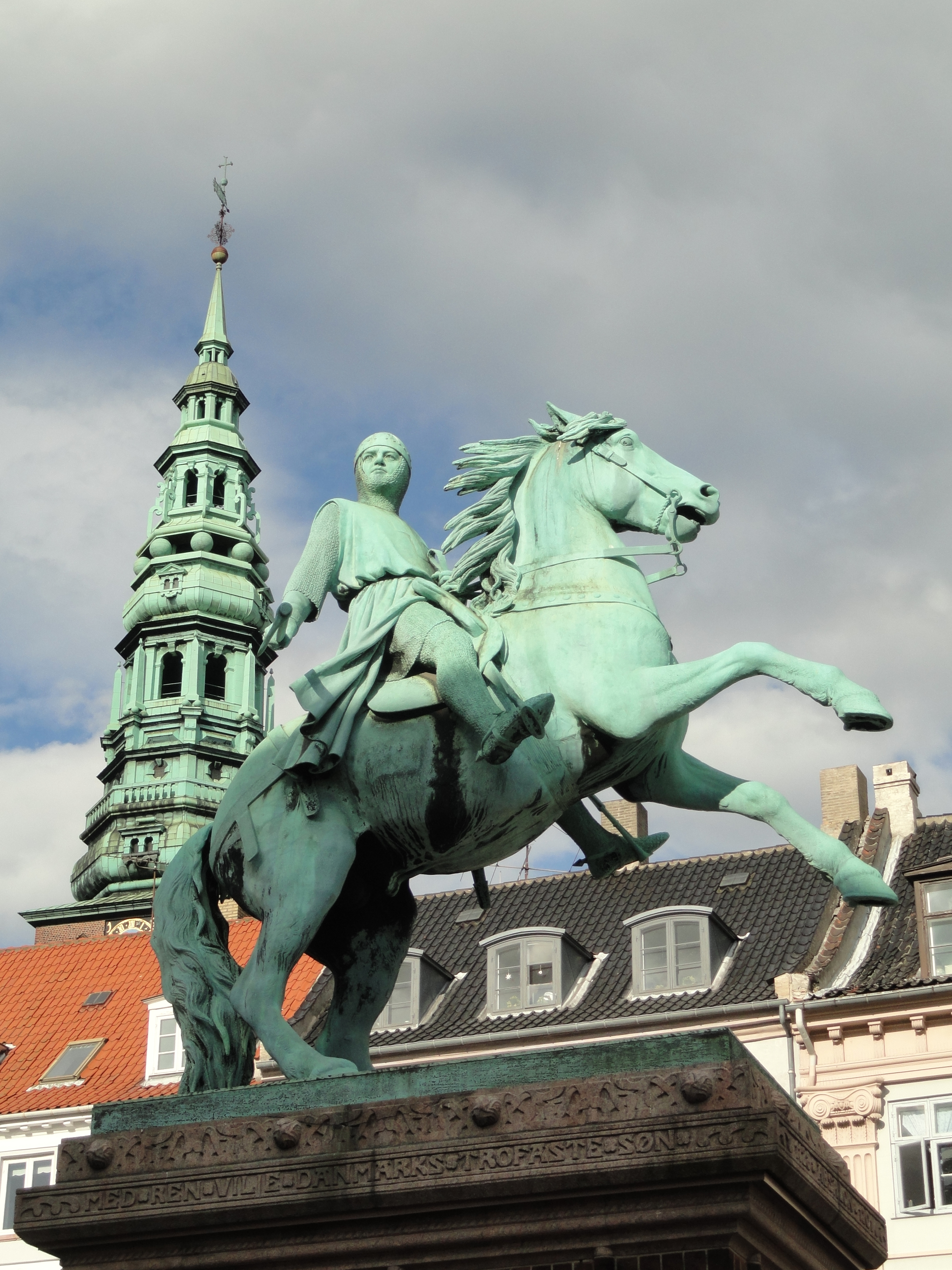
Statue équestre d'Absalon sur la place Højbro.
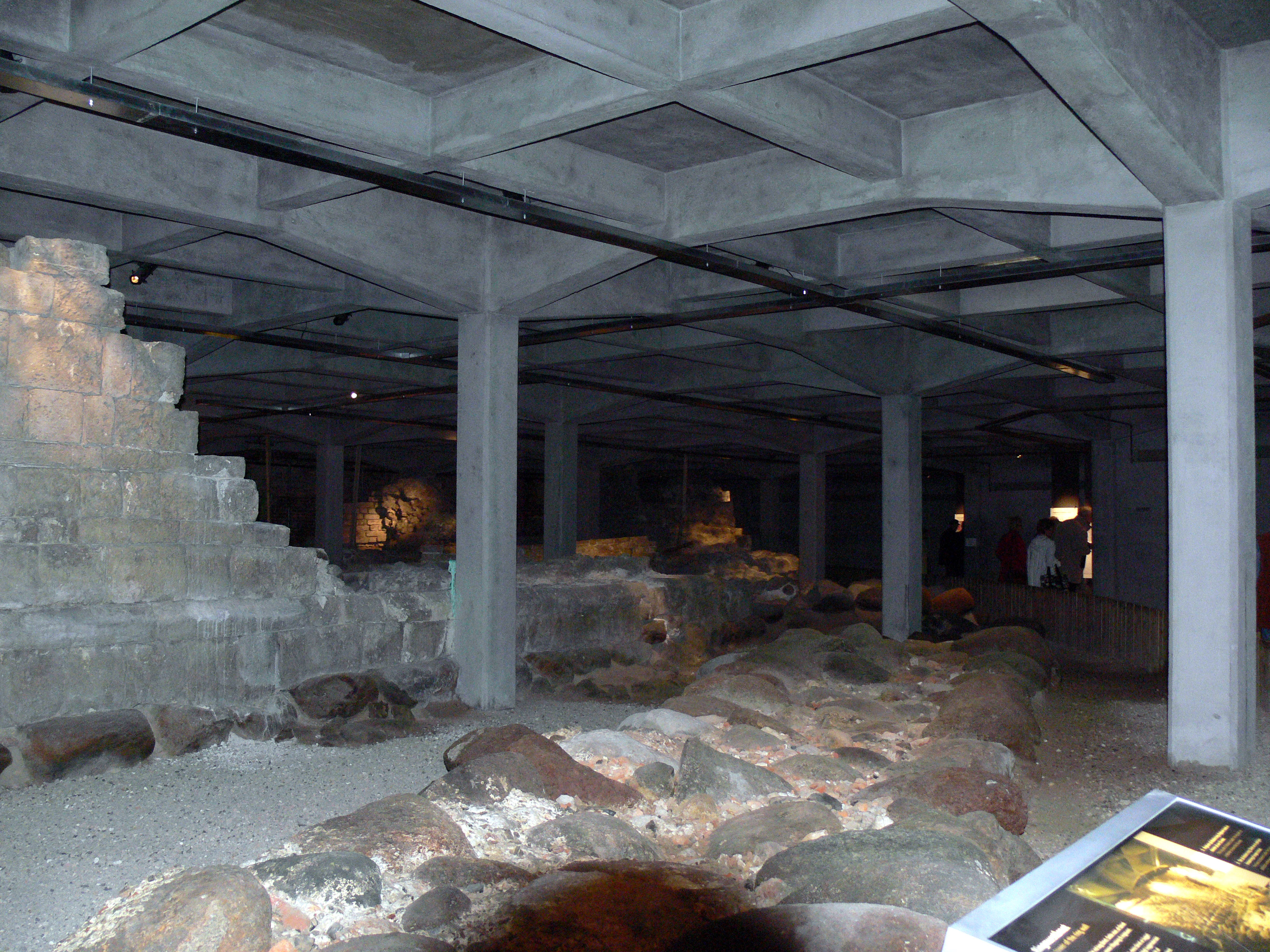
Les ruines du château médiéval d'Absalon.

### Articles liés
- Château de Copenhague
- Christiansborg
- Liste des châteaux danois par région
- Diocèse catholique de Roskilde
- Archidiocèse de Lund